# Digitális tanuló

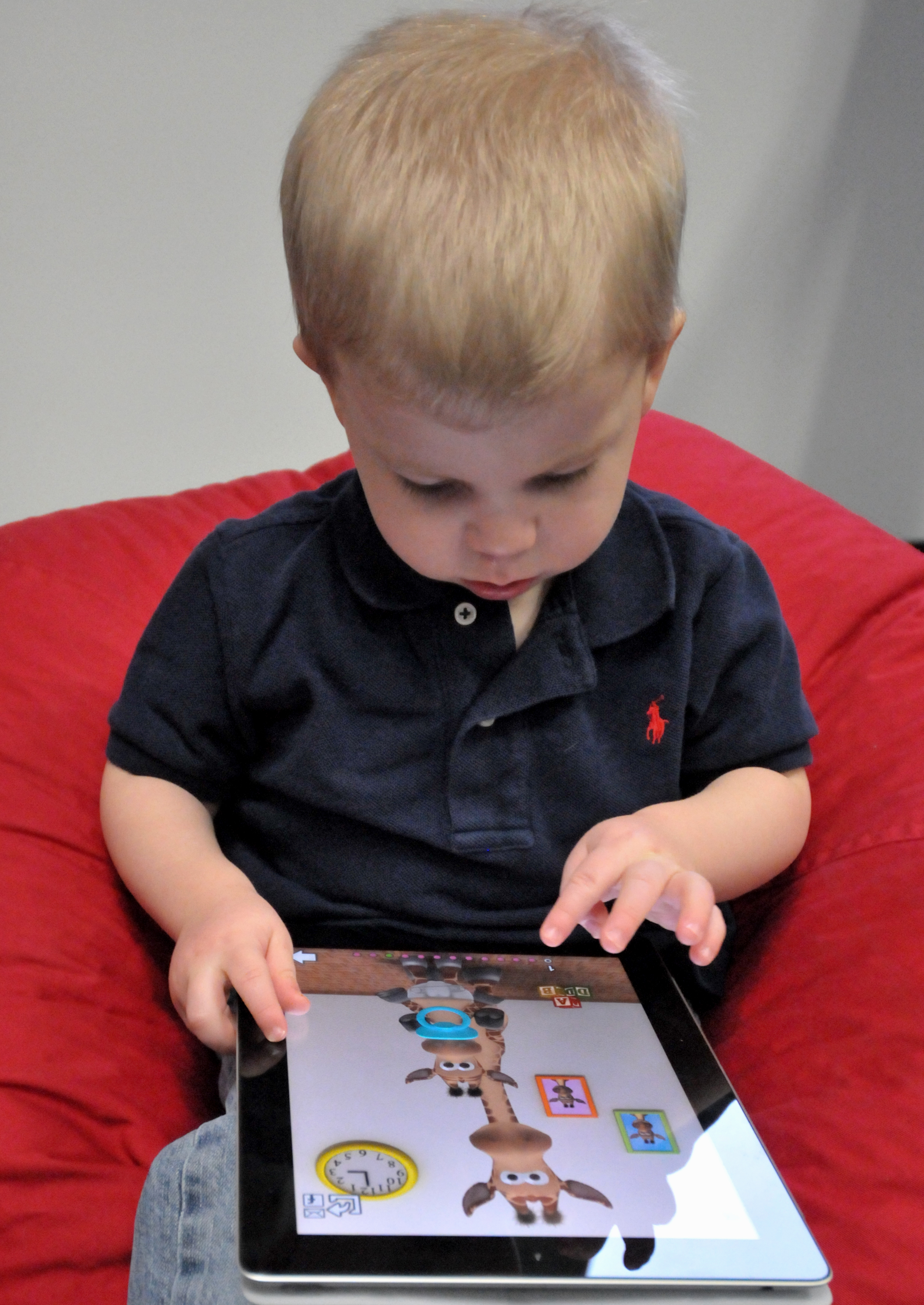
Egy gyermek táblagépet használ

A kétféle digitális tanuló fogalmat, a „digitális bennszülött” és a „digitális bevándorló” fogalmát Marc Prensky használta 2001-ben megjelent "Digital Natives, Digital Immigrants" c. kétrészes cikkében.
A cikk első részében Prensky kifejti, hogy környezetünk – különös tekintettel az új infokommunikációs lehetőségek (számítógépes hálózatok, mobiltelefon) hogyan változtatják meg a gyermekek oktatással szemben támasztott igényeit. Bevezeti a digitális bennszülött (gyermek) és a digitális bevándorló (tanár) fogalmát. Felhívja a figyelmet arra, hogy a tanároknak és az oktatásnak kell igazodnia a megváltozott tanulói elvárásokhoz. Az új fajta megközelítést, a „jövő” oktatási tartalmát példákon keresztül mutatja be.
A cikk második részében Prensky neurobiológiai kutatási eredmények hivatkozásával támasztja alá, hogy az új vizuális médiában gazdag és infokommunikációs technológiával átszőtt környezetben felnövő gyermekek agya másképp fejlődik, ezért viselkednek másképp mind 20-30 évvel ezelőtt élő társaik és igényelnek más oktatási módszereket és tananyag tartalmat.

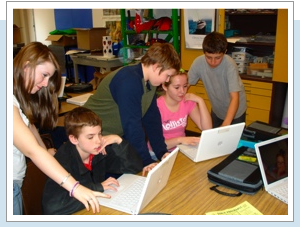
Laptopokkal dolgozó iskolások

Az Info Savvy Group  nemzetközi tanácsadó csoport, amely sok területen – többek között az oktatás, felmérés, értékelés és tananyagfejlesztés – folytat tevékenységet.
Ian Jukes az Info Savvy Group vezetője előadásai során és publikációiban hivatkozza Marc Prensky munkáját.
Az Apple Inc. oktatási szférát célzó marketing kampánya az Info Savvy Group (Ian Jukes és Anita Dosaj) 2003-as publikációjára hivatkozik, amikor weblapján bemutatja a digitális bennszülött és a digitális bevándorló közötti különbségeket.
Ian Jukes és Anita Dosaj szerint a „született digitális tanuló” anyanyelve az internet, míg az „emigráns digitális tanárok” csak megtanulták azt. Ebből adódik egy sor preferenciakülönbség a két tábor között.
| Született digitális tanuló                                            | Emigráns digitális tanár                                          |
| --------------------------------------------------------------------- | ----------------------------------------------------------------- |
| az információhoz többféle média által jut el (gyors hozzáférés)       | nyomdafesték-sovinizmus (lassú hozzáférés)                        |
| párhuzamos információfeldolgozás, párhuzamos terhelhetőség            | egyszintű információfeldolgozás, egyszintű terhelhetőség          |
| kép, hang és videó preferenciája a szöveggel szemben                  | szöveg preferenciája a kép, hang és videóval szemben              |
| nemlineáris feldolgozási mód                                          | lineáris információfeldolgozás                                    |
| szimultán interakció preferenciája                                    | egyéni munkavégzés preferenciája                                  |
| belső tanulási motiváció                                              | külső kényszerhez kötött tanulási motiváció                       |
| azonnali jutalomorientáltság                                          | késleltetett jutalomorientáltság                                  |
| a releváns, azonnal használható információk tanulásának preferenciája | irányított, curriculáris tanulási mód standard tesztekkel a végén |